# John Lasseter
John Lasseter (* 12. ledna 1957 Hollywood, Kalifornie) je americký režisér, scenárista, producent a animátor. Režíroval animované filmy Toy Story: Příběh hraček, Život brouka, Toy Story 2: Příběh hraček, Auta a Auta 2. Je jedním ze zakladatelů studia Pixar.